# African Flower
"African Flower" o "Petite Fleur Africaine" ((Pequeña) flor africana en español) es una composición del pianista de jazz Duke Ellington. Fue grabada por primera vez para su LP Money Jungle, publicado en 1962. En un inicio Ellington la nombró "La Plus Belle Africaine", cuando la compuso para el Negro Arts Festival de Dakar. También se incluyó en el álbum The English Concert, publicado en 1970. Ellington la grabó con Max Roach y Charles Mingus como "La Fleurette Africaine". El escritor Peter Lavezzoli la considera "una obra maestra de simplicidad y grandeza". Norah Jones la incluyó en su álbum de 2016 Day Breaks.

## Composición
Según Janna Tull Steed, la composición fue un resultado de una "imaginaria visión de una bella flor floreciendo "solo para Dios" en el corazón". La pieza está escrita en Mi bemol menor, y consiste de una serie de secuencias. La progresión es la siguiente:
Es el primer estándar del primer volumen del Real Book. Scott Saul dijo sobre la grabación con Mingus y Roach: "Mingus desciende vertiginosamente la clave de fa para crear una emotiva linea de contrapunto que equilibra la nobleza del tema de Ellington".